# Зауструп
Зауструп (нім. Saustrup) — громада в Німеччині, розташована в землі Шлезвіг-Гольштейн. Входить до складу району Шлезвіг-Фленсбург. Складова частина об'єднання громад Зюдербраруп.
Площа — 8,14 км2. Населення становить 204 ос. (станом на 31 грудня 2020).